# Les Issards
Les Issards est une commune française, située dans le nord-est du département de l'Ariège en région Occitanie. Sur le plan historique et culturel, la commune fait partie du pays de l'Aguanaguès ou plaine d'Ariège, parfois appelé basse Ariège, ou piémont ariégeois.
Exposée à un climat océanique altéré, elle est drainée par le Douctouyre et par divers autres petits cours d'eau. La commune possède un patrimoine naturel remarquable : un site Natura 2000 (« Garonne, Ariège, Hers, Salat, Pique et Neste ») et trois zones naturelles d'intérêt écologique, faunistique et floristique.
Les Issards est une commune rurale qui compte 253 habitants en 2022, après avoir connu une forte hausse de la population depuis 1975. Elle fait partie de l'aire d'attraction de Pamiers. Ses habitants sont appelés les Issardens ou Issardennes.

## Géographie

### Localisation
1. Carte dynamique
2. Carte OpenStreetMap
3. Carte topographique
4. Carte avec les communes environnantes

La commune des Issards se trouve dans le département de l'Ariège, en région Occitanie.
Elle se situe à 16 km à vol d'oiseau de Foix, préfecture du département, et à 11 km de Pamiers, sous-préfecture.
Les communes les plus proches sont : 
Arvigna (1,7 km), Les Pujols (1,8 km), Rieucros (2,6 km), Vals (2,8 km), Vira (3,5 km), Saint-Amadou (3,8 km), Teilhet (3,9 km), Viviès (4,2 km).
Sur le plan historique et culturel, Les Issards fait partie du pays de l'Aguanaguès ou plaine d'Ariège, parfois appelé basse Ariège, ou piémont ariégeois. Ce pays, dont l'origine remonte probablement à l'époque carolingienne s'applique à la plaine de Pamiers et, par extension, à celle de Saverdun.
| Les Pujols |             |          |
|            | des Issards | Rieucros |
|            | Arvigna     |          |

### Géologie et relief
La commune est située dans le Bassin aquitain, le deuxième plus grand bassin sédimentaire de la France après le Bassin parisien, certaines parties étant recouvertes par des formations superficielles. Les terrains affleurants sur le territoire communal sont constitués de roches sédimentaires datant du Cénozoïque, l'ère géologique la plus récente sur l'échelle des temps géologiques, débutant il y a 66 millions d'années. La structure détaillée des couches affleurantes est décrite dans la feuille « n°1057 - Pamiers » de la carte géologique harmonisée au 1/50 000ème du département de l'Ariège, et sa notice associée.
La superficie cadastrale de la commune publiée par l’Insee, qui sert de références dans toutes les statistiques, est de 3,81 km2,. La superficie géographique, issue de la BD Topo, composante du Référentiel à grande échelle produit par l'IGN, est quant à elle de 3,84 km2.  L'altitude du territoire varie entre 270 m et 383 m.

### Hydrographie

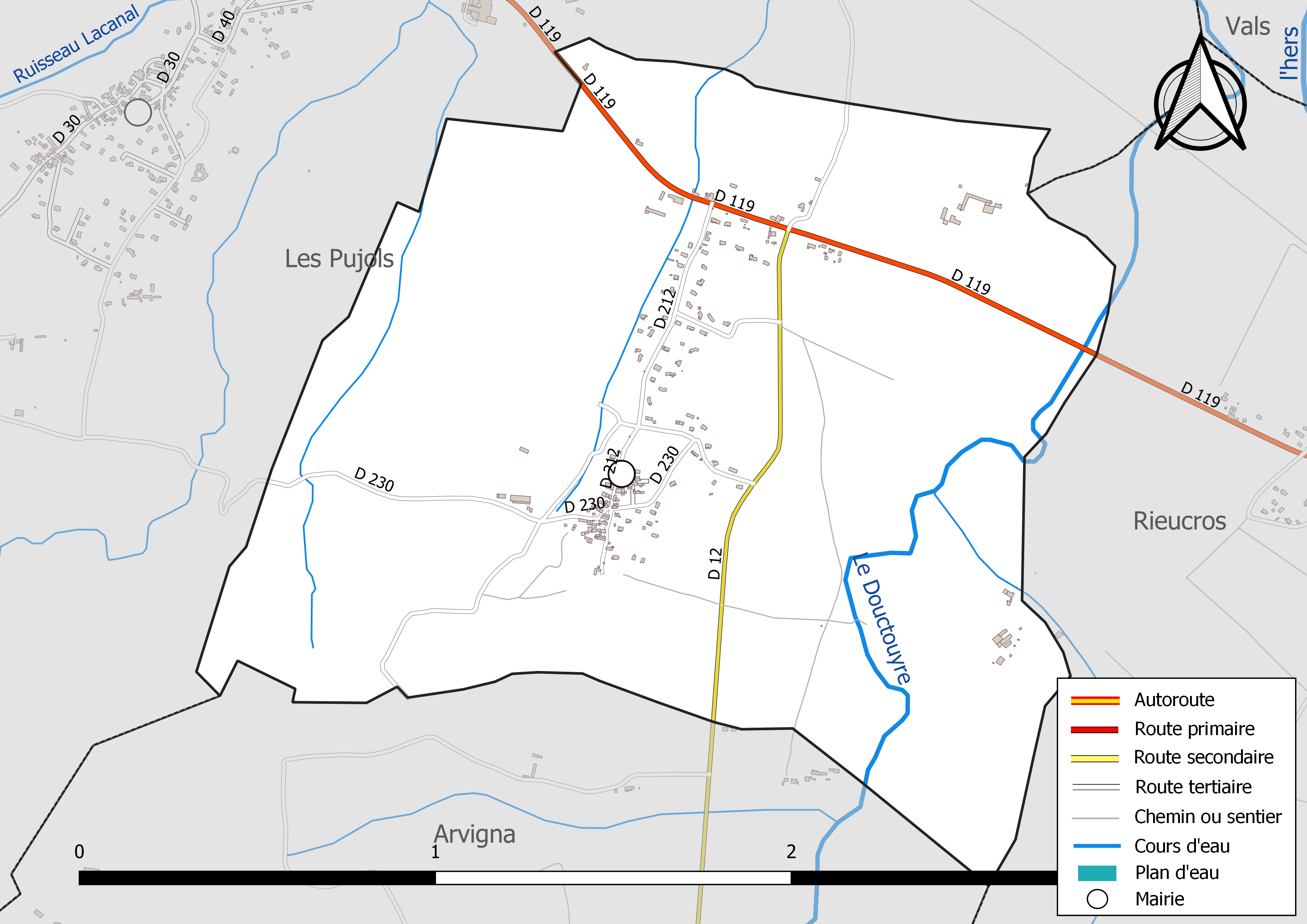
Réseaux hydrographique et routier des Issards.

La commune est dans le bassin versant de la Garonne, au sein du bassin hydrographique Adour-Garonne. Elle est drainée par le Douctouyre et par divers petits cours d'eau, constituant un réseau hydrographique de 6 km de longueur totale,.
Le Douctouyre, d'une longueur totale de 42,08 km, prend sa source dans la commune de Freychenet et s'écoule du sud vers le nord. Il traverse la commune et se jette dans l'Hers-Vif à Vals, après avoir traversé 16 communes.

### Climat
Pour des articles plus généraux, voir Climat de l'Occitanie et Climat de l'Ariège.
En 2010, le climat de la commune est de type climat du Bassin du Sud-Ouest, selon une étude s'appuyant sur une série de données couvrant la période 1971-2000. En 2020, Météo-France publie une typologie des climats de la France métropolitaine dans laquelle la commune est exposée à un climat de montagne et est dans la région climatique Pyrénées centrales, caractérisée par une pluviométrie annuelle de 1 000 à 1 200 mm.
Pour la période 1971-2000, la température annuelle moyenne est de 12,8 °C, avec  une amplitude thermique annuelle de 15,8 °C. Le cumul annuel moyen de précipitations est de 816 mm, avec 9,8 jours de précipitations en janvier et 5,8 jours en juillet. Pour la période 1991-2020 la température moyenne annuelle observée sur la station météorologique la plus proche, située sur la commune de Roquefort-les-Cascades à 13 km à vol d'oiseau, est de 12,7 °C et le cumul annuel moyen de précipitations est de 1 101,5 mm,. Pour l'avenir, les paramètres climatiques de la commune estimés pour 2050 selon différents scénarios d’émission de gaz à effet de serre sont consultables sur un site dédié publié par Météo-France en novembre 2022.

### Milieux naturels et biodiversité

#### Réseau Natura 2000

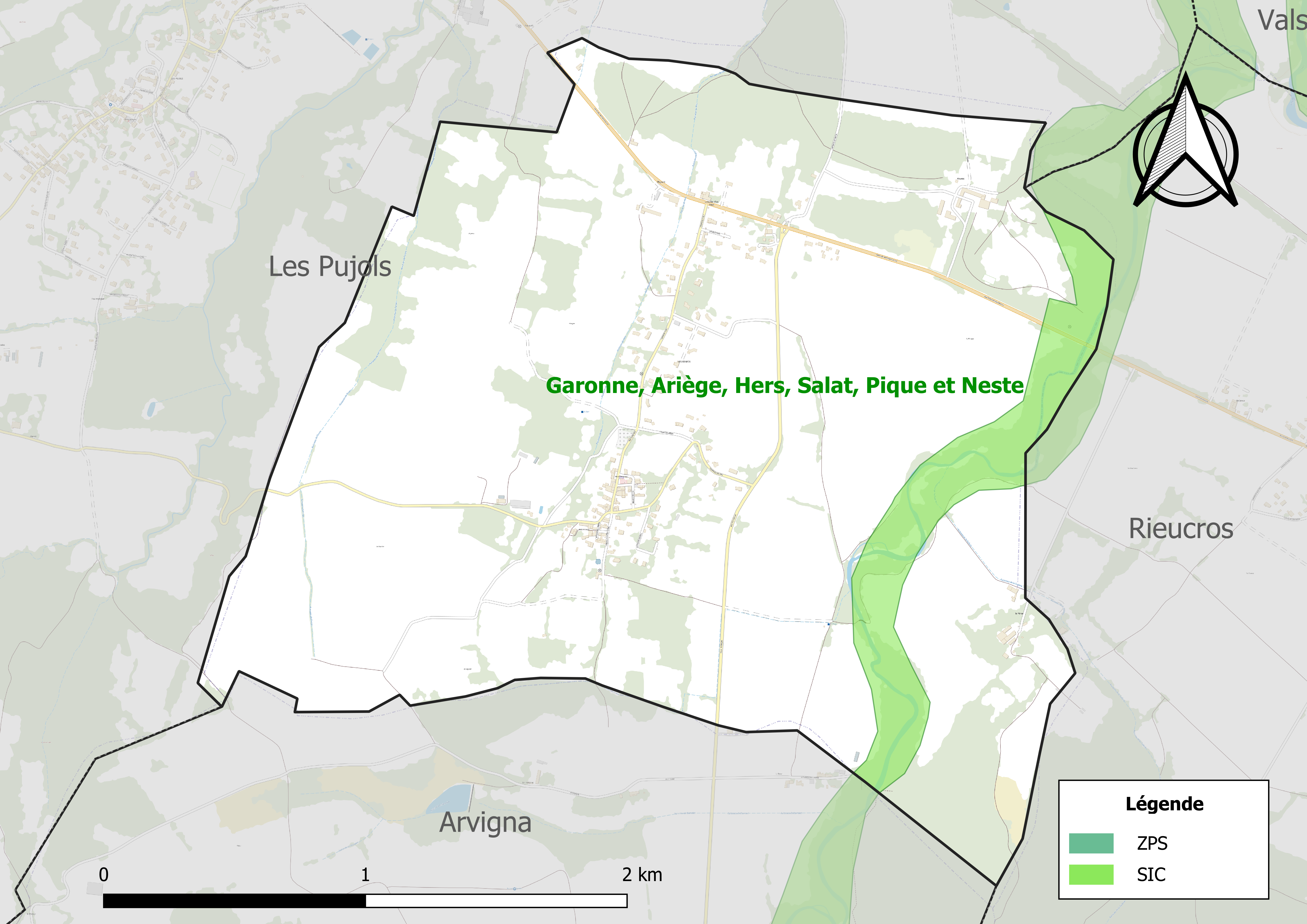
Site Natura 2000 sur le territoire communal.

Le réseau Natura 2000 est un réseau écologique européen de sites naturels d'intérêt écologique élaboré à partir des directives habitats et oiseaux, constitué de zones spéciales de conservation (ZSC) et de zones de protection spéciale (ZPS).
Un site Natura 2000 a été défini sur la commune au titre de la directive habitats : « Garonne, Ariège, Hers, Salat, Pique et Neste », d'une superficie de 9 581 ha, un réseau hydrographique pour les poissons migrateurs, avec des zones de frayères actives et potentielles importantes pour le Saumon en particulier qui fait l'objet d'alevinages réguliers et dont des adultes atteignent déjà Foix sur l'Ariège.

#### Zones naturelles d'intérêt écologique, faunistique et floristique
L’inventaire des zones naturelles d'intérêt écologique, faunistique et floristique (ZNIEFF) a pour objectif de réaliser une couverture des zones les plus intéressantes sur le plan écologique, essentiellement dans la perspective d’améliorer la connaissance du patrimoine naturel national et de fournir aux différents décideurs un outil d’aide à la prise en compte de l’environnement dans l’aménagement du territoire.
Une ZNIEFF de type 1 est recensée sur la commune :
le « cours de l'Hers » (891 ha), couvrant 41 communes dont 32 dans l'Ariège, 7 dans l'Aude et 2 dans la Haute-Garonne et deux ZNIEFF de type 2, : 
- les « coteaux du Palassou » (26 749 ha), couvrant 48 communes dont 43 dans l'Ariège et 5 dans l'Aude[28] ;
- « l'Hers et ripisylves » (1 417 ha), couvrant 41 communes dont 32 dans l'Ariège, 7 dans l'Aude et 2 dans la Haute-Garonne[29].

Carte des ZNIEFF de type 1 et 2 aux Issards.
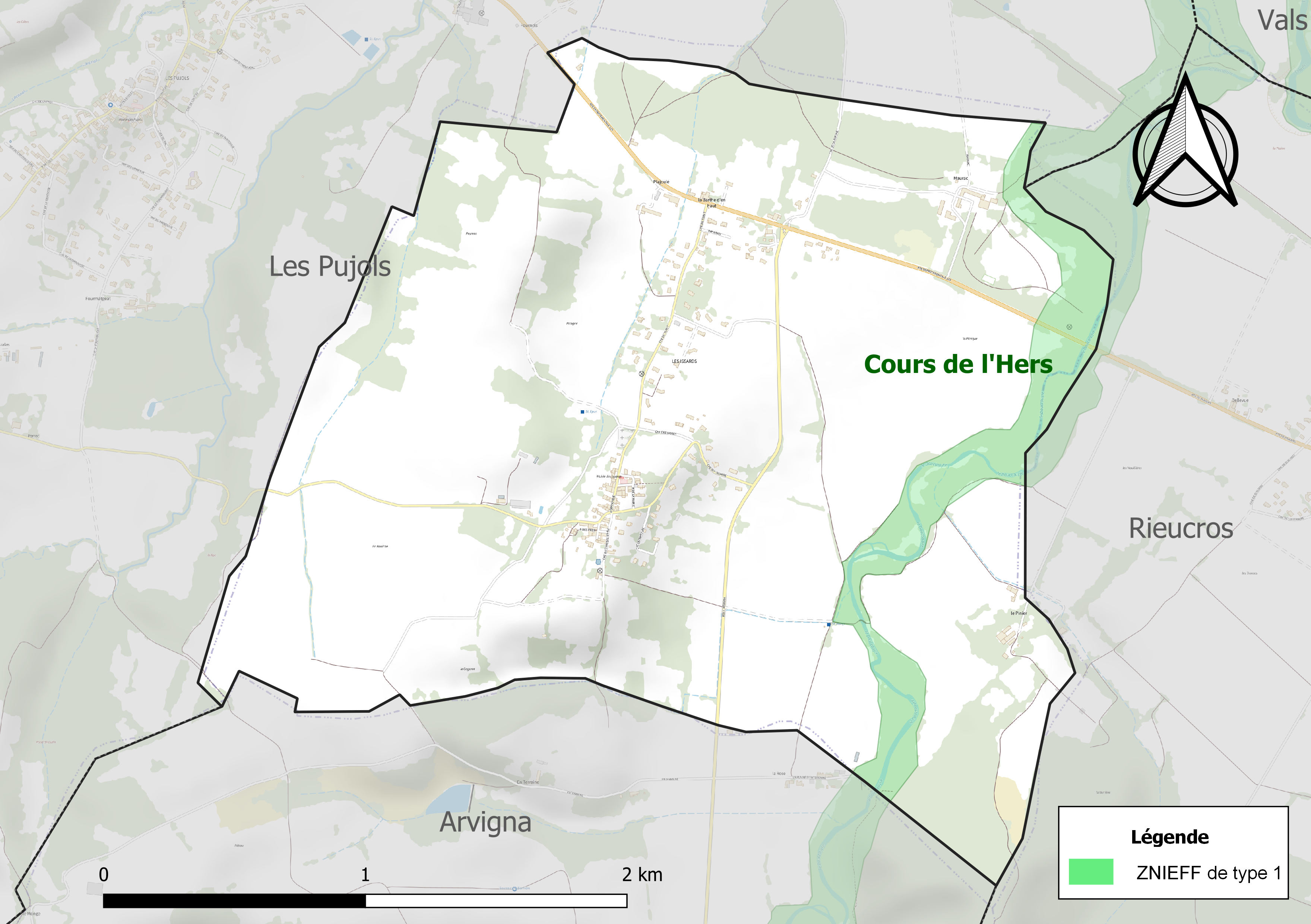
Carte de la ZNIEFF de type 1 sur la commune.
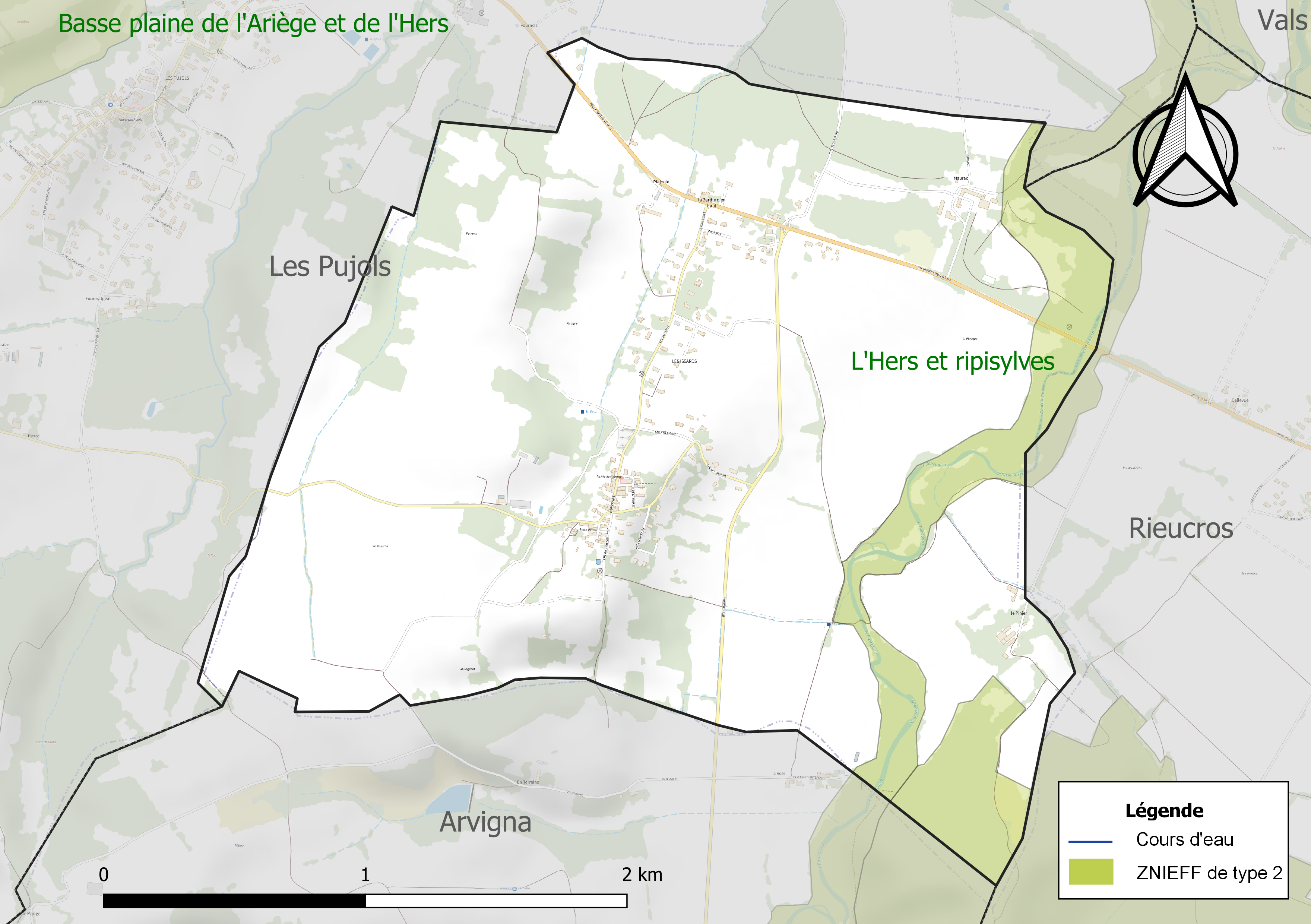
Carte des ZNIEFF de type 2 sur la commune.

## Urbanisme

### Typologie
Au 1er janvier 2024, Les Issards est catégorisée commune rurale à habitat dispersé, selon la nouvelle grille communale de densité à 7 niveaux définie par l'Insee en 2022.
Elle est située hors unité urbaine. Par ailleurs la commune fait partie de l'aire d'attraction de Pamiers, dont elle est une commune de la couronne,. Cette aire, qui regroupe 52 communes, est catégorisée dans les aires de moins de 50 000 habitants,.

### Occupation des sols
L'occupation des sols de la commune, telle qu'elle ressort de la base de données européenne d’occupation biophysique des sols Corine Land Cover (CLC), est marquée par l'importance des territoires agricoles (88,2 % en 2018), une proportion identique à celle de 1990 (88,2 %). La répartition détaillée en 2018 est la suivante : 
zones agricoles hétérogènes (44,7 %), terres arables (43,5 %), forêts (11,8 %). L'évolution de l’occupation des sols de la commune et de ses infrastructures peut être observée sur les différentes représentations cartographiques du territoire : la carte de Cassini (XVIIIe siècle), la carte d'état-major (1820-1866) et les cartes ou photos aériennes de l'IGN pour la période actuelle (1950 à aujourd'hui).

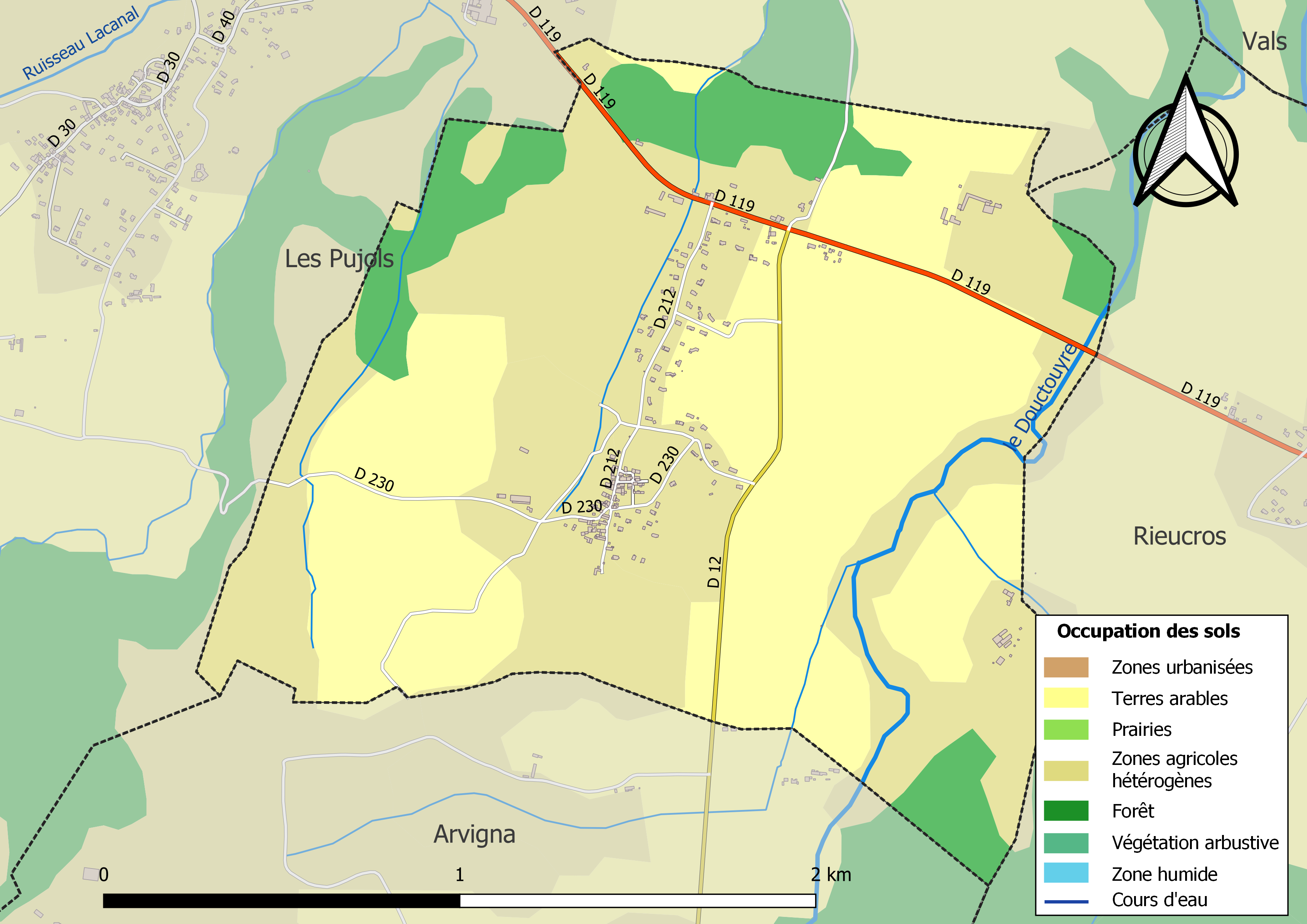
Carte des infrastructures et de l'occupation des sols de la commune en 2018 (CLC).

### Hameaux
La Guinguette, Maurac, le Pinier…

### Habitat et logement
En 2018, le nombre total de logements dans la commune était de 119, alors qu'il était de 119 en 2013 et de 109 en 2008.
Parmi ces logements, 89 % étaient des résidences principales, 3,1 % des résidences secondaires et 7,9 % des logements vacants. Ces logements étaient pour 96,7 % d'entre eux des maisons individuelles et pour 3,3 % des appartements.
Le tableau ci-dessous présente la typologie des logements aux Les Issards en 2018 en comparaison avec celle de l'Ariège et de la France entière. Une caractéristique marquante du parc de logements est ainsi une proportion de résidences secondaires et logements occasionnels (3,1 %) inférieure à celle du département (24,6 %) mais supérieure à celle de la France entière (9,7 %). Concernant le statut d'occupation de ces logements, 83,5 % des habitants de la commune sont propriétaires de leur logement (83,8 % en 2013), contre 66,3 % pour l'Ariège et 57,5 % pour la France entière.
| Typologie                                               | Les Issards | Ariège | France entière |
| ------------------------------------------------------- | ----------- | ------ | -------------- |
| Résidences principales (en %)                           | 89          | 65,7   | 82,1           |
| Résidences secondaires et logements occasionnels (en %) | 3,1         | 24,6   | 9,7            |
| Logements vacants (en %)                                | 7,9         | 9,7    | 8,2            |

### Risques majeurs
Le territoire de la commune des Issards est vulnérable à différents aléas naturels : inondations, climatiques (grand froid ou canicule), mouvements de terrains et séisme (sismicité faible). Il est également exposé à un risque technologique,  le transport de matières dangereuses,.

#### Risques naturels

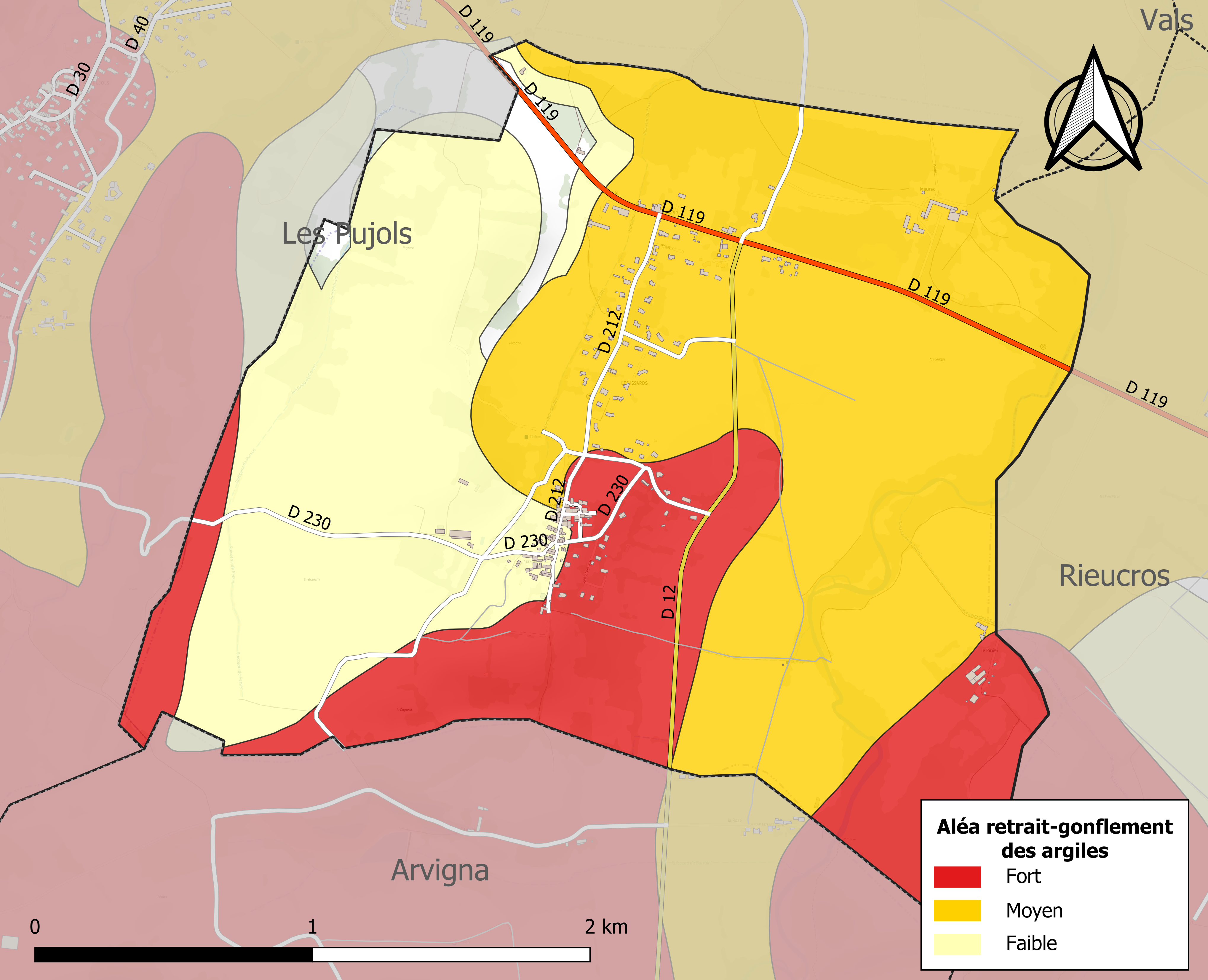
Zonage de l'aléa retrait-gonflement des argiles sur la commune des Issards.

Certaines parties du territoire communal sont susceptibles d’être affectées par le risque d’inondation par débordement, crue torrentielle d'un cours d'eau, ou ruissellement d'un versant.
Les mouvements de terrains susceptibles de se produire sur la commune sont soit des glissements de terrains soit des mouvements liés au retrait-gonflement des argiles. Près de 50 % de la superficie du département est concernée par l'aléa retrait-gonflement des argiles, dont la commune des Issards. L'inventaire national des cavités souterraines permet par ailleurs de localiser celles situées sur la commune.

#### Risques technologiques
Le risque de transport de matières dangereuses par une infrastructure routière ou ferroviaire ou par une canalisation de transport de gaz concerne la commune. Un accident se produisant sur une telle infrastructure est en effet susceptible d’avoir des effets graves au bâti ou aux personnes jusqu’à 350 m, selon la nature du matériau transporté. Des dispositions d’urbanisme peuvent être préconisées en conséquence.

## Politique et administration

### Découpage territorial
La commune des Issards est membre de la communauté de communes des Portes d'Ariège Pyrénées, un établissement public de coopération intercommunale (EPCI) à fiscalité propre créé le 5 octobre 2016 dont le siège est à Pamiers. Ce dernier est par ailleurs membre d'autres groupements intercommunaux.
Sur le plan administratif, elle est rattachée à l'arrondissement de Pamiers, au département de l'Ariège, en tant que circonscription administrative de l'État, et à la région Occitanie.
Sur le plan électoral, elle dépend du canton de Pamiers-2 pour l'élection des conseillers départementaux, depuis le redécoupage cantonal de 2014 entré en vigueur en 2015, et de la deuxième circonscription de l'Ariège  pour les élections législatives, depuis le redécoupage électoral de 1986.

### Liste des maires
| Période                                  | Période  | Identité                     | Étiquette | Qualité  |
| ---------------------------------------- | -------- | ---------------------------- | --------- | -------- |
| 1792                                     | 1797     | Jean Barthe                  |           |          |
| 1797                                     | 1799     | Jean Doumenc                 |           |          |
| 1799                                     | 1816     | Jean Berthe                  |           |          |
| 1816                                     | 1827     | Jean De Simorre Saint-Cyr    |           |          |
| 1827                                     | 1830     | Alban De Simorre             |           |          |
| 1830                                     | 1832     | Jean Berthe                  |           |          |
| 1832                                     | 1835     | Jean Doumenc                 |           |          |
| 1835                                     | 1840     | Jean Rescaniere              |           |          |
| 1840                                     | 1848     | Antoine Joffre               |           |          |
| 1848                                     | 1852     | Jean Doumenc                 |           |          |
| 1852                                     | 1876     | Jean De Sere                 |           |          |
| 1876                                     | 1878     | Clément Doumenc              |           |          |
| 1878                                     | 1881     | Paul Marty                   |           |          |
| 1881                                     | 1888     | Jean Basile Doumenc          |           |          |
| 1888                                     | 1904     | François Pomies              |           |          |
| 1904                                     | 1912     | Jean Cahuc                   |           |          |
| 1912                                     | 1929     | Fernand Castres Saint-Martin |           |          |
| 1929                                     | 1983     | Gaston Castres Saint-Martin  |           |          |
| 1983                                     | 1989     | Aimé Pouech                  |           |          |
| 1989                                     | 2001     | Emile Robert                 |           |          |
| mars 2001                                | 2014     | Francis Martinez             |           |          |
| 2014                                     | En cours | Serge Robert                 | SE        | Retraité |
| Les données manquantes sont à compléter. |          |                              |           |          |

## Population et société

### Démographie
L'évolution du nombre d'habitants est connue à travers les recensements de la population effectués dans la commune depuis 1793. Pour les communes de moins de 10 000 habitants, une enquête de recensement portant sur toute la population est réalisée tous les cinq ans, les populations de référence des années intermédiaires étant quant à elles estimées par interpolation ou extrapolation. Pour la commune, le premier recensement exhaustif entrant dans le cadre du nouveau dispositif a été réalisé en 2005.

En 2022, la commune comptait 253 habitants, en évolution de +6,75 % par rapport à 2016 (Ariège : +1,48 %, France hors Mayotte : +2,11 %).
| 1793 | 1800 | 1806 | 1821 | 1831 | 1836 | 1841 | 1846 | 1851 |
| ---- | ---- | ---- | ---- | ---- | ---- | ---- | ---- | ---- |
| 156  | 163  | 183  | 233  | 226  | 224  | 210  | 232  | 237  |

| 1856 | 1861 | 1866 | 1872 | 1876 | 1881 | 1886 | 1891 | 1896 |
| ---- | ---- | ---- | ---- | ---- | ---- | ---- | ---- | ---- |
| 230  | 269  | 220  | 222  | 217  | 198  | 199  | 205  | 205  |

| 1901 | 1906 | 1911 | 1921 | 1926 | 1931 | 1936 | 1946 | 1954 |
| ---- | ---- | ---- | ---- | ---- | ---- | ---- | ---- | ---- |
| 201  | 207  | 204  | 184  | 165  | 164  | 161  | 145  | 150  |

| 1962 | 1968 | 1975 | 1982 | 1990 | 1999 | 2005 | 2006 | 2010 |
| ---- | ---- | ---- | ---- | ---- | ---- | ---- | ---- | ---- |
| 153  | 152  | 144  | 147  | 186  | 189  | 210  | 222  | 252  |

| 2015 | 2020 | 2022 | - | - | - | - | - | - |
| ---- | ---- | ---- | - | - | - | - | - | - |
| 240  | 247  | 253  | - | - | - | - | - | - |

## Économie

### Revenus
En 2018, la commune compte 103 ménages fiscaux, regroupant 245 personnes. La médiane du revenu disponible par unité de consommation est de 22 460 € (19 820 € dans le département).

### Emploi
| Division       | 2008  | 2013   | 2018   |
| -------------- | ----- | ------ | ------ |
| Commune        | 6,9 % | 14,4 % | 9,4 %  |
| Département    | 8,9 % | 11,1 % | 11,2 % |
| France entière | 8,3 % | 10 %   | 10 %   |

En 2018, la population âgée de 15 à 64 ans s'élève à 154 personnes, parmi lesquelles on compte 74,8 % d'actifs (65,4 % ayant un emploi et 9,4 % de chômeurs) et 25,2 % d'inactifs,. Depuis 2008, le taux de chômage communal (au sens du recensement) des 15-64 ans est inférieur à celui de la France et du département.
La commune fait partie de la couronne de l'aire d'attraction de Pamiers, du fait qu'au moins 15 % des actifs travaillent dans le pôle,. Elle compte 8 emplois en 2018, contre 27 en 2013 et 21 en 2008. Le nombre d'actifs ayant un emploi résidant dans la commune est de 106, soit un indicateur de concentration d'emploi de 7,3 % et un taux d'activité parmi les 15 ans ou plus de 58,5 %.
Sur ces 106 actifs de 15 ans ou plus ayant un emploi, 8 travaillent dans la commune, soit 7 % des habitants. Pour se rendre au travail, 93,6 % des habitants utilisent un véhicule personnel ou de fonction à quatre roues, 0,9 % les transports en commun, 0,9 % s'y rendent en deux-roues, à vélo ou à pied et 4,6 % n'ont pas besoin de transport (travail au domicile).

### Activités hors agriculture
9 établissements sont implantés  aux Issards au 31 décembre 2019.
Le secteur des activités immobilières est prépondérant sur la commune puisqu'il représente 33,3 % du nombre total d'établissements de la commune (3 sur les 9 entreprises implantées  aux Les Issards), contre 4,2 % au niveau départemental.

### Agriculture
|                                   | 1988 | 2000 | 2010 |
| --------------------------------- | ---- | ---- | ---- |
| Exploitations                     | 7    | 4    | 4    |
| Superficie agricole utilisée (ha) | 216  | 210  | 201  |

La commune fait partie de la petite région agricole dénommée « Coteaux de l'Ariège ». En 2010, l'orientation technico-économique de l'agriculture  sur la commune est la polyculture et le polyélevage. Quatre exploitations agricoles ayant leur siège dans la commune sont dénombrées lors du recensement agricole de 2010 (sept en 1988). La superficie agricole utilisée est de 201 ha.

## Culture locale et patrimoine

### Lieux et monuments
- L'église Sainte-Colombe a été décorée par le fresquiste Nicolas Greschny (1912-1985). L'église est inscrit au titre des Monuments historiques depuis 2025[49]. De nombreux objets sont référencés dans la Base Palissy[50].

### Héraldique
| Blason de Issards (Les) | Blason  | Parti de gueules et d'or, à une colombe contournée et essorante d'argent brochant en pointe, accompagnée en chef d'une croix cléchée, vidée et pommetée de douze pièces d'or chargeant le gueules et d'un bouquet de rameaux d'olivier de sinople, fruités de sable chargeant l'or. |
| Blason de Issards (Les) | Détails | Le statut officiel du blason reste à déterminer. |

## Pour approfondir